# 841 أرابيلا
ارابيلا هو الكويكب رقم 841 الذي تم اكتشافه من قبل عالم الفلك ماكس ولف من مرصد هايدلبرغ وكان ذلك في 1 أكتوبر من عام 1916 في ألمانيا. 